# Archobarzane
Archobarzane est le petit-fils de Syphax et sans doute le fils de Vermina. Il a gouverné le royaume des Massæsyles.

## Gouvernement
Archobarzane ne paraît pas être resté fidèle à l'alliance des Romains. En 157 av. J.-C., Marcus Caton, débarqué en Afrique pour arbitrer des contestations entre Massinissa et Carthage, apprend qu'Archobarzane campe avec une armée sur la frontière carthaginoise. Lorsqu'il rentre à Rome, il ne manque pas de s'appuyer sur ce fait pour montrer la nécessité d'ouvrir immédiatement les hostilités avec Carthage.